# Emil Fiek
Emil Fiek ( 1840 - 1897 ) fue un botánico, pteridólogo y explorador polaco.

## Libros
- 1912. Brockau und Umgebung: ein Führer für Fremde und Einheimische (Brockau y el ambiente: guía para extranjeros y locales). Ed. Phönix-Verl. 96 pp.
- 1889. Excursions-Flora für Schlesien: Enth. d. Phanerogamen u. Gefäss-Cryptogamen. Ed. Kern. 259 pp.
- 1889. Resultate der durchforschung der schlesischen phanerogamenflora im jahre 1888 (Resultados de la investigación de la flora fanerogámica de Silesia en 1888). 33 pp.
- 1881. Flora de Silesia, prusiana y de Antheils austríacas. Ed. J. U. Kern. Breslavia. 571 pp. Reimpreso por Kessinger Publ. LLC, 2010. 738 pp. ISBN 1161171940

## Honores

### Epónimos
- (Asteraceae) Hieracium fiekii Uechtr. ex Nyman[1]
- (Betulaceae) Alnus × fiekii Callier[2]

- La abreviatura «Fiek» se emplea para indicar a Emil Fiek como autoridad en la descripción y clasificación científica de los vegetales.[3]